# Oliver Wakeman
Oliver Wakeman (26 de febrero de 1972) es un teclista mayormente conocido por ser miembro de Yes, donde reemplazó a su padre, Rick Wakeman.

## Biografía
Oliver es el primer hijo de Rick Wakeman, pero sus padres se divorciaron cuando era niño. Tiene varios hermanos entre ellos el músico Adam Wakeman.
Trabajó con Clive Nolan (de la banda Arena) en dos álbumes conceptuales de  rock progresivo, Jabberwocky (1999) y Hound of the Baskervilles. Tracy Hitchings aparece en ambos álbumes, mientras que Rick Wakeman (narrando) y el también exmiembro de Yes Peter Banks aparecen en Jabberwocky.
Oliver también ha trabajado durante años con Steve Howe, compañero de banda de su padre. Ambos viven relativamente cerca en el suroeste de Inglaterra. Howe tocó como invitado en el álbum solista de Oliver The 3 Ages of Magick, mientras que Oliver aparece en el álbum solista de 2005 de Howe Spectrum y ayudó en la grabación de "Australia", de Howe, para la versión estadounidense de la colección de Yes The Ultimate Yes: 35th Anniversary Collection.
Oliver escribió un CD acerca de sus visitas y experiencias en Lundy, una pequeña isla en el canal de Bristol.
Oliver se fue de gira con Bob Catley y tocó como invitado en un proyecto Ayreon en 2004. Reemplazó al tecladista Herb Schildt para la banda estadounidense de rock progresivo Starcastle en RoSfest (Rites of Spring Festival) 2007.

### Yes
En 2008, el sitio oficial de Yes anunció que Oliver Wakeman tocaría en la gira con Yes en el 40.º aniversario de la banda. Por otro lado, la gira se pospuso debido a la enfermedad del cantante Jon Anderson (fundador de Yes). Un renovado In The Present Tour con Steve Howe, Chris Squire y Alan White de Yes más Oliver y el cantante canadiense Benoît David (supliendo a Anderson) empezó en otoño de 2008 y continuó hasta 2009. La segunda manga del tour fue cancelada luego de una fecha cuando, el 11 de febrero, Squire tuvo que ser operado en una pierna.
La banda volvió a tocar en verano de 2009 y continuó durante el verano de 2010. A finales de ese año empezaron a grabar un álbum con Oliver; sin embargo, a principios de 2011 decidieron sustituirle por Geoff Downes, que ya había sido miembro de la banda treinta años atrás, y grabar con él el que acabaría siendo el siguiente álbum de Yes, Fly from Here.
En 2011 se publicó In the Present – Live from Lyon, disco en directo grabado durante una actuación de Yes con Wakeman en sus filas. En 2019 se editó From a Page, un miniálbum con cuatro canciones grabadas por Yes en estudio con Wakeman, quien también fue el principal compositor de las mismas y produjo el disco, durante las sesiones de finales de 2010.

### Strawbs
En 2009, Oliver se unió a Strawbs (otra de las bandas que conformó su padre) en sus giras en Canadá, el Reino Unido e Italia. Siguió con la banda, siendo Dancing to the Devil's Beat su primer álbum con la banda, grabado y lanzado en 2009. Oliver dejó la banda en 2010 debido a su compromiso previo con Yes.